# Districte d'Admiralteiski
El districte d'Admiralteiski (en rus: Адмиралте́йский райо́н, Admiralteyskiy rayon) és un districte de la ciutat federal de Sant Petersburg, Rússia. Limita amb el riu Nevà al nord i a l'oest, el riu Iekateringofka al sud-oest, les àrees al voltant del carrer Gorokhovaia a l'est i les àrees al voltant de l'avinguda Zagorodni al sud. La població del districte és de 157.897 habitants (dades del cens de 2010).

## Districtes
Admiralteyski es compon, al seu torn, dels següents ókrugs municipals:
- Admiralteyski
- Izmailovskoie
- Kolomna
- Semyonovski
- Sennoi
- Iekateringofski